# Topshop

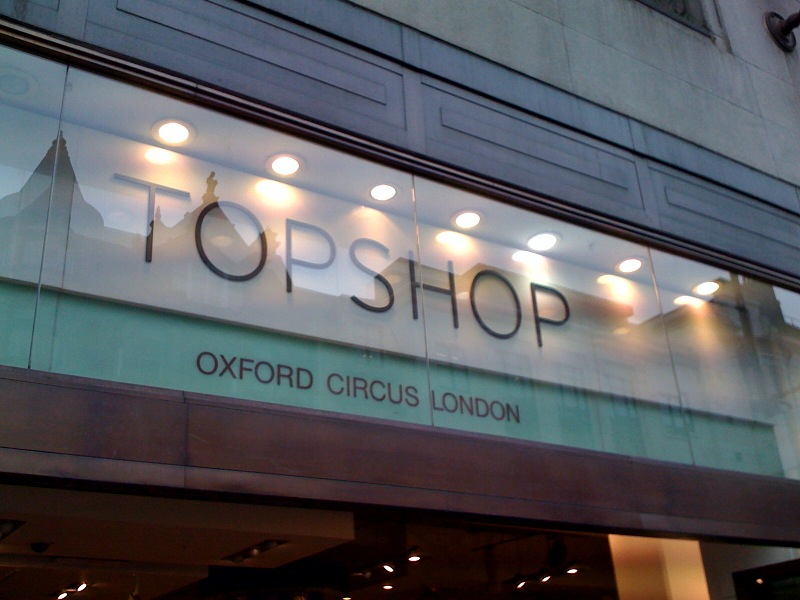
Logo przedsiębiorstwa Topshop

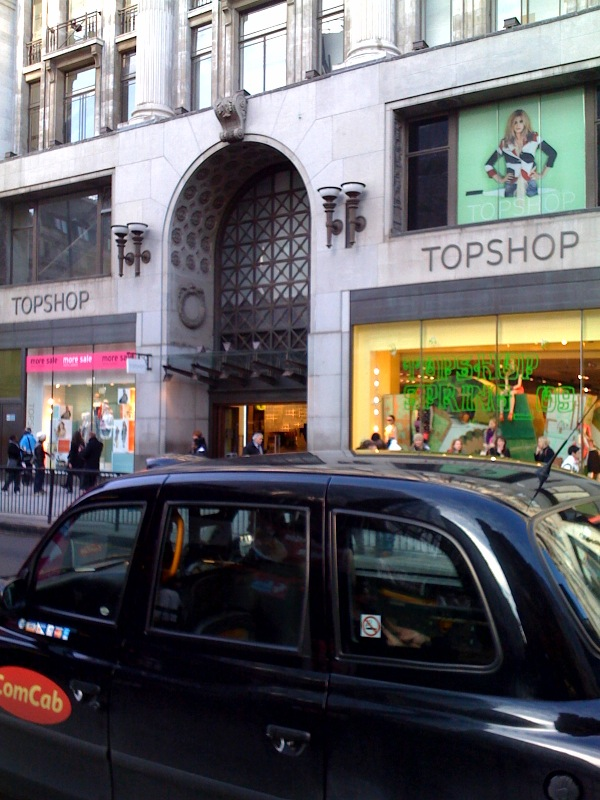
Topshop na Oxford Street w Londynie

Topshop – brytyjska sieć sklepów odzieżowych działająca w ponad 100 krajach, w tym w Wielkiej Brytanii i Irlandii. Jest częścią Arcadia Group, do której należą również m.in. przedsiębiorstwa Burton, Dorothy Perkins, Miss Selfridge i Wallis. Przedsiębiorstwo zajmuje się sprzedażą odzieży oraz dodatków, głównie dla kobiet.

## Kolekcje gwiazd
W maju 2007 roku brytyjska modelka Kate Moss, zaprojektowała swoją pierwszą kolekcję dla Topshopu. W lipcu tego samego roku brytyjska artystka Stella Vine zaprojektowała limitowaną kolekcję wyłącznie dla Topshopu, zainspirowaną jej barwnymi szatami graficznymi. W skład wchodziły t-shirty, kamizelki, koszulki bawełnianane i sukienki.